# Eudactylina squatini
Eudactylina squatini is een eenoogkreeftjessoort uit de familie van de Eudactylinidae. De wetenschappelijke naam van de soort is voor het eerst geldig gepubliceerd in 2011 door Izawa.